# Nederlandse kampioenschappen schaatsen afstanden 2018 - 5000 meter mannen
De 5000 meter mannen op de Nederlandse kampioenschappen schaatsen afstanden 2018 werd gereden op zaterdag 27 oktober 2017 in ijsstadion Thialf te Heerenveen. Er namen twintig mannen deel.

## Statistieken

### Uitslag
| Positie | Schaatser         | Paar | Baan | Tijd       |
| ------- | ----------------- | ---- | ---- | ---------- |
| Goud    | Sven Kramer       | 9    | O    | 6:16.15    |
| Zilver  | Jorrit Bergsma    | 8    | I    | 6:17.16    |
| Brons   | Erik-Jan Kooiman  | 8    | O    | 6:19.59    |
| 4       | Bob de Vries      | 7    | O    | 6:20.03(4) |
| 5       | Jan Blokhuijsen   | 10   | O    | 6:20.03(7) |
| 6       | Patrick Roest     | 9    | I    | 6:20.72    |
| 7       | Douwe de Vries    | 10   | I    | 6:20.86    |
| 8       | Marcel Bosker     | 5    | O    | 6:22.66    |
| 9       | Simon Schouten    | 6    | O    | 6:23.16    |
| 10      | Jos de Vos        | 4    | I    | 6:23.31    |
| 11      | Arjan Stroetinga  | 7    | I    | 6:24.33    |
| 12      | Frank Vreugdenhil | 3    | O    | 6:24.95    |
| 13      | Bart Mol          | 2    | I    | 6:26.56    |
| 14      | Chris Huizinga    | 3    | I    | 6:27.03    |
| 15      | Evert Hoolwerf    | 1    | I    | 6:30.67    |
| 16      | Remco Schouten    | 2    | O    | 6:30.97    |
| 17      | Marwin Talsma     | 6    | I    | 6:31.85    |
| 18      | Mats Stoltenborg  | 5    | I    | 6:35.03    |
| 19      | Lex Dijkstra      | 1    | O    | 6:36.68    |
| 20      | Bart de Vries     | 4    | O    | 6:45.72    |

Bron:
Scheidsrechter: Berri de Jonge. Assistent: Ingrid Heijnsbroek 
Starter: Alfred van Zwam 

Start: 14:05:00uur. Einde: 15:43:11uur

### Loting
| Rit | Binnenbaan       | Buitenbaan        |
| --- | ---------------- | ----------------- |
| 1   | Evert Hoolwerf   | Lex Dijkstra      |
| 2   | Bart Mol         | Remco Schouten    |
| 3   | Chris Huizinga   | Frank Vreugdenhil |
| 4   | Jos de Vos       | Bart de Vries     |
| 5   | Mats Stoltenborg | Marcel Bosker     |
| 6   | Marwin Talsma    | Simon Schouten    |
| 7   | Arjan Stroetinga | Bob de Vries      |
| 8   | Jorrit Bergsma   | Erik-Jan Kooiman  |
| 9   | Patrick Roest    | Sven Kramer       |
| 10  | Douwe de Vries   | Jan Blokhuijsen   |

1987 · 
1988 · 
1989 · 
1990 · 
1991 · 
1992 · 
1993 · 
1994 · 
1995 · 
1996 · 
1997 · 
1998 · 
1999 · 
2000 · 
2001 · 
2002 · 
2003 · 
2004 · 
2005 · 
2006 · 
2007 · 
2008 · 
2009 · 
2010 · 
2011 · 
2012 · 
2013 · 
2014 · 
2015 · 
2016 · 
2017 · 
2018 · 
2019 · 
2020 · 
2021 · 
2022 · 
2023 · 
2024 · 
2025